# Буркина Фасо на Светском првенству у атлетици у дворани 2018.
Буркина Фасо је учествовао на 17. Светском првенству у атлетици у дворани 2018. одржаном у Бирмингему од 1. до 4. марта. Ово је његово девето учешће на светским првенствима у дворани. Репрезентацију Буркине Фасо представљао је 1 такмичар, који се такмичио у троскоку.,
Такмичар из Буркина Фасо није освојио ниједну медаљу нити је оборио неки рекорд.
У табели успешности према броју и пласману такмичара који су учествовали у финалним такмичењима (првих 8 такмичара) Буркина Фасо је са 1 учесником у финалу делила 42. место са 3 бода.
| Пл.  | Земља        | 1. место | 2. место | 3. место | 4. место | 5. место | 6. место | 7. место | 8. место | Бр. фин. | Бод. |
| ---- | ------------ | -------- | -------- | -------- | -------- | -------- | -------- | -------- | -------- | -------- | ---- |
| =42. | Буркина Фасо | 0        | 0        | 0        | 0        | 0        | 1        | 0        | 0        | 1        | 3    |

## Учесници
Мушкарци:
- Иг Фабрис Занго — Троскок

## Резултати

### Мушкарци
| Атлетичар       | Дисциплина | Лични рекорд | Финале   | Финале      | Детаљи |
| Атлетичар       | Дисциплина | Лични рекорд | Резултат | Место       | Детаљи |
| --------------- | ---------- | ------------ | -------- | ----------- | ------ |
| Иг Фабрис Занго | троскок    | 17,23        | 17,11    | 6 / 53 (56) |        |